# Spermacoce phalloides
Spermacoce phalloides är en måreväxtart som beskrevs av Harwood. Spermacoce phalloides ingår i släktet Spermacoce och familjen måreväxter. Inga underarter finns listade i Catalogue of Life.